# Indianapolis Tennis Championships
Atlanta Tennis Championships (innan känd som RCA Championships og Indianapolis Tennis Championships) är en tennisturnering för herrar som spelas årligen i Indianapolis, USA, sedan 1988. Turneringen ingår i kategorin 250 Series på ATP-touren och spelas i juli. Den spelas utomhus på hardcourt som uppvärmning inför US Open.   

## Resultat

### Singel
| År   | Mästare          | Finalist            | Resultat                 |
| ---- | ---------------- | ------------------- | ------------------------ |
| 1988 | Boris Becker     | John McEnroe        | 6-4, 6-2                 |
| 1989 | John McEnroe     | Jay Berger          | 6-4, 4-6, 6-4            |
| 1990 | Boris Becker     | Peter Lundgren      | 6-3, 6-4                 |
| 1991 | Pete Sampras     | Boris Becker        | 7-6, 3-6, 6-3            |
| 1992 | Pete Sampras     | Jim Courier         | 6-4, 6-4                 |
| 1993 | Jim Courier      | Boris Becker        | 7-5, 6-3                 |
| 1994 | Wayne Ferreira   | Olivier Delaître    | 6-2, 6-1                 |
| 1995 | Thomas Enqvist   | Bernd Karbacher     | 6-4, 6-3                 |
| 1996 | Pete Sampras     | Goran Ivanišević    | 7-6, 7-5                 |
| 1997 | Jonas Björkman   | Carlos Moyá         | 6-3, 7-6                 |
| 1998 | Àlex Corretja    | Andre Agassi        | 2-6, 6-2, 6-3            |
| 1999 | Nicolás Lapentti | Vincent Spadea      | 4-6, 6-4, 6-4            |
| 2000 | Gustavo Kuerten  | Marat Safin         | 3-6, 7-6, 7-6            |
| 2001 | Patrick Rafter   | Gustavo Kuerten     | 4-2 (uppgivet)           |
| 2002 | Greg Rusedski    | Félix Mantilla      | 6-7, 6-4, 6-4            |
| 2003 | Andy Roddick     | Paradorn Srichaphan | 7-6, 6-4                 |
| 2004 | Andy Roddick     | Nicolas Kiefer      | 6-2, 6-3                 |
| 2005 | Robby Ginepri    | Taylor Dent         | 4-6, 6-0, 3-0 (uppgivet) |
| 2006 | James Blake      | Andy Roddick        | 4-6, 6-4, 7-6            |
| 2007 | Dmitrij Tursunov | Frank Dancevic      | 6-4, 7-5                 |
| 2008 | Gilles Simon     | Dmitrij Tursunov    | 6-4, 6-4                 |
| 2009 | Robby Ginepri    | Sam Querrey         | 6-2, 6-4                 |

### Dubbel
| År   | Mästare                              | Finalister                       | Resultat          |
| ---- | ------------------------------------ | -------------------------------- | ----------------- |
| 1988 | Rick Leach Jim Pugh                  | Ken Flach Robert Seguso          | 4-6, 6-3, 6-4     |
| 1989 | Pieter Aldrich Danie Visser          | Peter Doohan Laurie Warder       | 7-5, 7-6          |
| 1990 | Scott Davis David Pate               | Grant Connell Glenn Michibata    | 4-6, 6-2, 6-2     |
| 1991 | Ken Flach Robert Seguso              | Kent Kinnear Sven Salumaa        | 6-4, 6-3          |
| 1992 | Jim Grabb Richey Reneberg            | Grant Connell Glenn Michibata    | 4-6, 6-2, 7-6     |
| 1993 | Scott Davis Todd Martin              | Ken Flach Rick Leach             | 3-6, 6-3, 6-2     |
| 1994 | Todd Woodbridge Mark Woodforde       | Jim Grabb Richey Reneberg        | 6-4, 6-2          |
| 1995 | Mark Knowles Daniel Nestor           | Scott Davis Todd Martin          | 6-3, 7-5          |
| 1996 | Jim Grabb Richey Reneberg            | Petr Korda Cyril Suk             | 6-0, 7-5          |
| 1997 | Michael Tebbutt Mikael Tillström     | Jonas Björkman Nicklas Kulti     | 7-6, 7-5          |
| 1998 | Jiří Novák David Rikl                | Mark Knowles Daniel Nestor       | 7-5, 4-6, 6-1     |
| 1999 | Paul Haarhuis Jared Palmer           | Olivier Delaître Leander Paes    | 6-3, 6-4          |
| 2000 | Lleyton Hewitt Sandon Stolle         | Jonas Björkman Max Mirnyj        | 7-6, 4-6, 7-6     |
| 2001 | Mark Knowles Brian Macphie           | Mahesh Bhupathi Sébastien Lareau | 7-6, 6-3          |
| 2002 | Mark Knowles Daniel Nestor           | Mahesh Bhupathi Max Mirnyj       | 4-6, 7-6, 6-4     |
| 2003 | Mario Ančić Andy Ram                 | Diego Ayala Robby Ginepri        | 2-6, 7-6, 7-5     |
| 2004 | Jordan Kerr Jim Thomas               | Wayne Black Kevin Ullyett        | 6-7, 7-6, 6-3     |
| 2005 | Paul Hanley Graydon Oliver           | Simon Aspelin Todd Perry         | 6-2, 3-1 uppgivet |
| 2006 | Bobby Reynolds Andy Roddick          | Paul Goldstein Jim Thomas        | 6-4, 6-4          |
| 2007 | Juan Martín del Potro Travis Parrott | Teimuraz Gabasjvili Ivo Karlović | 3-6, 6-2, [10-6]  |
| 2008 | Ashley Fisher Tripp Phillips         | Scott Lipsky David Martin        | 3-6, 6-3, [10-5]  |
| 2009 | Ernests Gulbis Dmitrij Tursunov      | Ashley Fisher Jordan Kerr        | 6-4, 3-6, [11-9]  |